# Murgap (Turkmenistán)
Murgap (en turcomano: Murgap; en ruso: Мургап) es una ciudad de Turkmenistán, capital del distrito de Murgap en la provincia de Mari. 

## Toponimia
La etimología popular afirma que "Murgap" proviene de la raíz turcomana mur- (agua) más gap (un plato o caja, que denota la tierra como un lugar con agua). Sin embargo, Atanyyazow explica que el nombre es de origen persa, no túrquico; fue en tiempos anteriores Margab, y que más tarde, como resultado de la etnología popular, el sonido de la primera sílaba a fue reemplazado por una u, haciendo murg ab, "agua de pájaro". Atanyyazow también señala que Hafiz-i-Abru registró en el siglo XV que el nombre era originalmente Merab, "Río de Merv", y que al-Istakhri escribió: "... este río recibió su nombre del lugar donde fluía, " y, por lo tanto, en última instancia, proviene de una variante antigua del nombre de la ciudad de Mari.

## Geografía
Murgap se encuentra en el delta del río Murgab.

## Historia
Murgap recibió el título de asentamiento urbano en 1940 y hasta el 14 de noviembre de 1961 se llamó Stalino (en ruso: Сталино). En la época soviética había fábricas de asfalto y ladrillos, y en 1974 la construcción de una planta procesadora de algodón. En 1973 había 5.700 personas viviendo en la ciudad y hoy en día ha crecido a alrededor de 10.000. 
Murgap recibió el título de ciudad en 2016.

## Demografía
| 2079                                   | 3791 | 5194 | 6638 | 7637 |
| (Fuente: Censo soviético de 1959-1989) |      |      |      |      |

## Infraestructura

### Transporte
Murgap tiene una estación de trenes que está en la línea Mari-Serjetabat.